# Ferro da cialda

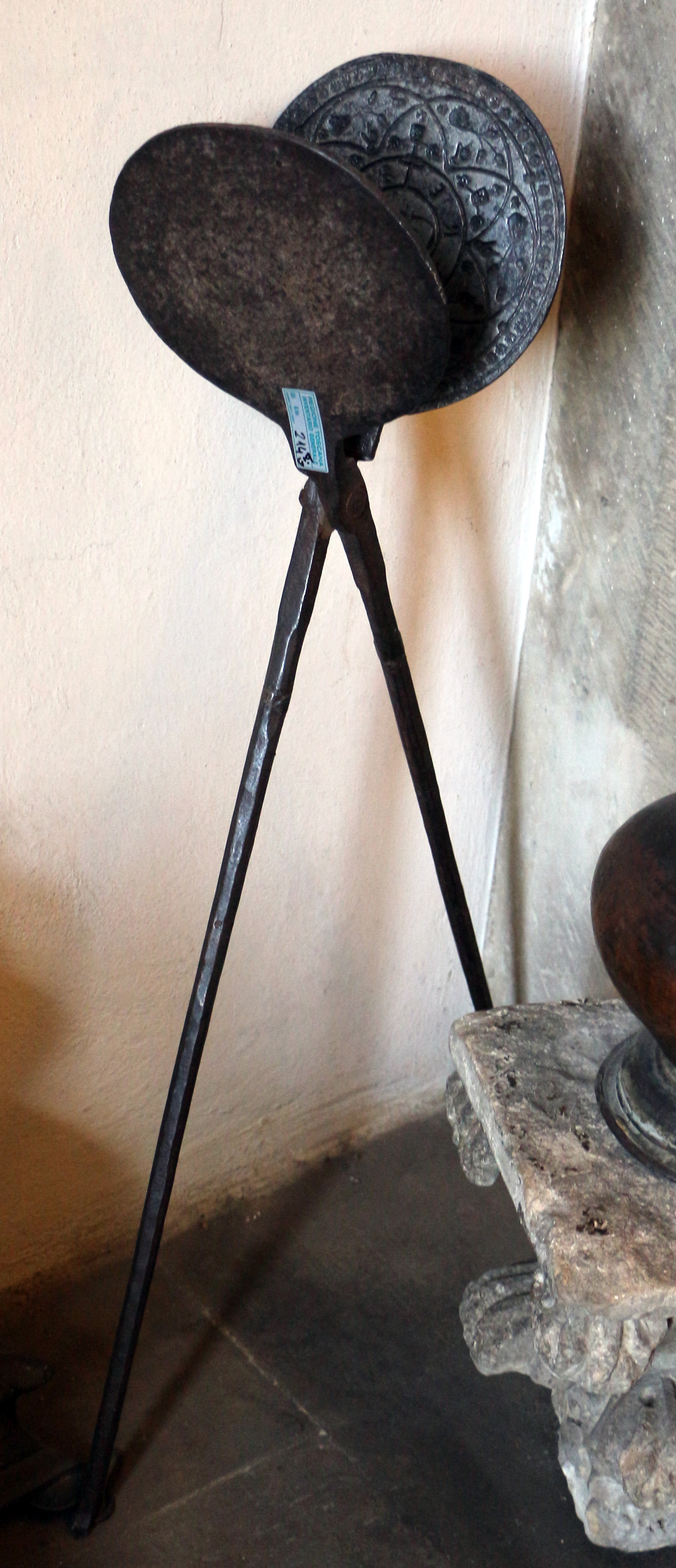
Stampo per cialda, XVI-XVII secolo, Firenze, Museo casa Rodolfo Siviero

Il ferro da cialda è formato da due piattelli tondi, intrecciati a forbice e lavorati nella faccia interna a leggero incavo, come se fossero sigilli. Sono retti da due lunghi manici da presa che permettono la cottura quasi immediata della cialda, scaldando preventivamente il ferro o a forno aperto, o sulla brace. La cialda cotta, che si stacca facilmente dai piattelli, mostra a rilievo il motivo incavato nel ferro.

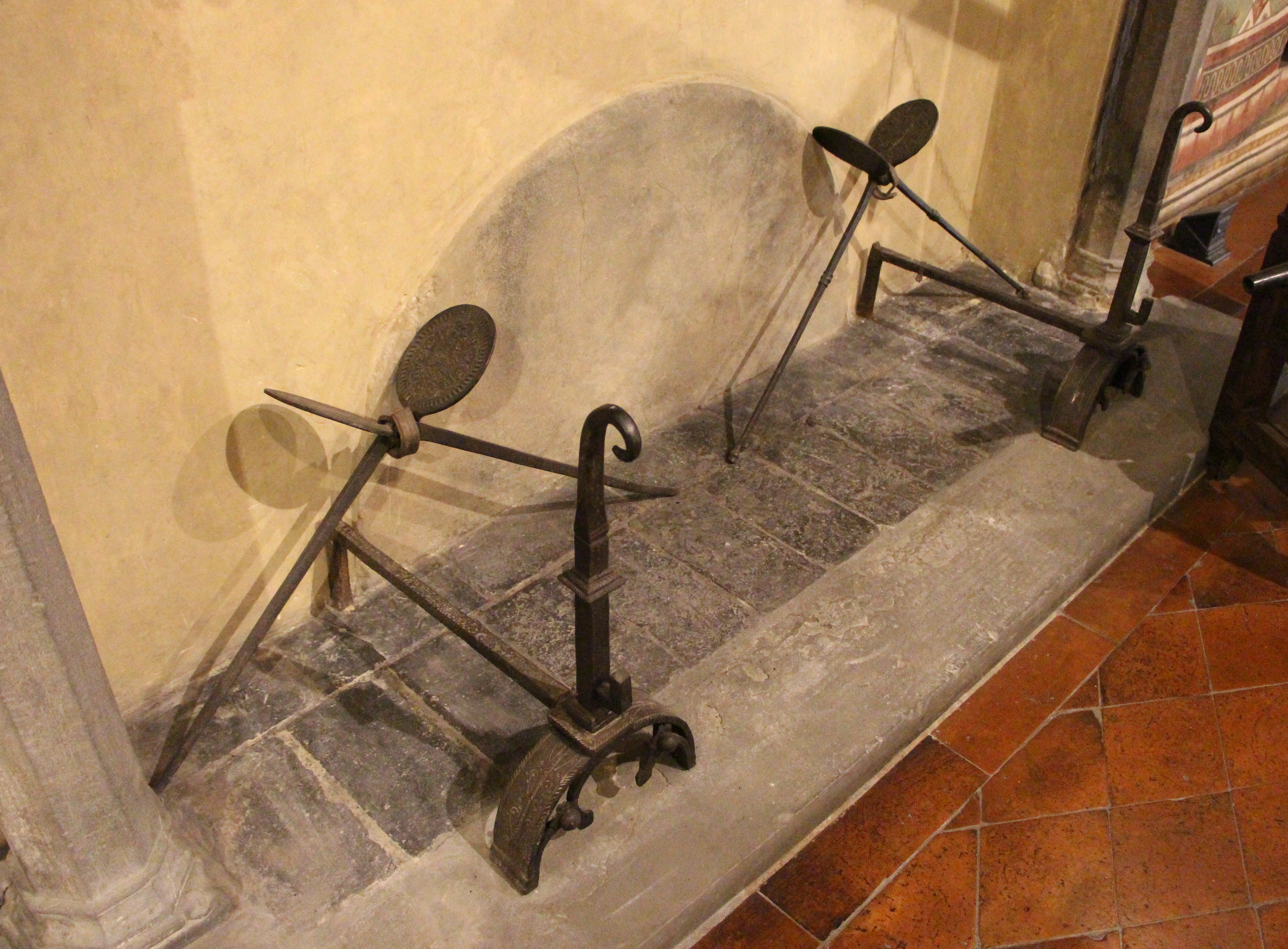
Bottega toscana, alari (XV sec. circa), ferri da cialda (XVI sec.)
Palazzo Davanzati, Museo della Casa fiorentina

## Descrizione e uso
Tra i due piattelli si lascia colare una piccola porzione di un leggero e morbido impasto di farina, uova, zucchero, acqua, con un pizzico di sale per insaporire. In Toscana si aggiunge qualche goccia di essenza di anice. Si schiaccia l'impasto, chiudendo a forbice il ferro già caldo. La cialda si addensa in pochi istanti, per il calore moderato del ferro. In Liguria queste cialde sono chiamate necci e sono fatte con farina di castagne, zucchero e acqua.
Queste cialde sono dette anche brigidine, dalle monache di un convento di Pistoia, devote di Santa Brigida che, verso la metà del XVI secolo, avrebbero inventato questi leggeri biscotti, che possono essere gustati anche caldi.
Furono anche realizzati ferri da cialda con incise immagini sacre, per confezionare, con un impasto azimo, composto di acqua e farina, le ostie da consacrare.

### Musei
L'orafo Francesco Roscetto, figlio di Valeriano, che ottenne la cittadinanza di Perugia nel 1487 ed entrò poi a far parte dell'Arte degli orafi, ha realizzato e firmato un ferro da cialde con gli stemmi degli Sforza e col blasone del cardinale Ascanio Maria Sforza. Questo ferro è conservato a Perugia, al Galleria Nazionale dell'Umbria ed è l'unica opera firmata da questo orafo.

## Cibi realizzati con testo
- Cialda
- Nevola (dolce)
- Brigidino di Lamporecchio
- Waffle